# Michał Cander
Michał Cander (ur. w 1963 w Grudziądzu, zm. 2 września 2020) – polski malarz. Syn malarza Krzysztofa Candera.

## Życiorys
Absolwent Państwowego Liceum Sztuk Plastycznych w Bydgoszczy. Studia w latach 1983–1988 ukończył z wyróżnieniem. Studiował na specjalizacji z malarstwa w pracowni profesora Janusza Kaczmarskiego, na Wydziale Sztuk Pięknych UMK w Toruniu.
W latach 1989 i 1991 był stypendystą Ministra Kultury i Sztuki, a w 1990 Wojewody bydgoskiego. W latach 1990–1992 pełnił funkcję wiceprezesa Zarządu Okręgu ZPAP w Bydgoszczy. Od roku 2005 do 2009 był członkiem zarządu Bydgoskiego Stowarzyszenia Artystycznego.
Prace artysty znajdują się w zbiorach Muzeum we Włocławku, Muzeum w Grudziądzu, BWA w Bydgoszczy, AMU Center w Kopenhadze. Bardzo duża część dzieł malarza jest w posiadaniu osób prywatnych, zarówno z kraju jak i z zagranicy. Obrazy artysty w zbiorach prywatnych znajdują się na całym świecie, m.in. w USA, Niemczech, Wielkiej Brytanii, Finlandii, Austrii, Włoszech, Francji, Japonii.
Oprócz malarstwa artysta zajmuje się grafiką wydawniczą i projektowaniem wnętrz.
W 2014 roku Cander jako pierwszy artysta malarz z Polski stworzył obraz przedstawiający twórcę wirtualnej waluty Bitcoin. Obraz zatytułowany "Satoshi Nakamoto" powstał na zamówienie prywatnego kolekcjonera. Dzieło zostało zauważone w środowisku zwolenników kryptowalut.

## Wystawy indywidualne
- 1988 – Grudziądz KMPiK
- 1989 – Bydgoszcz „Galeria 85”
- 1990 – Bydgoszcz „Kruchta”
- 1991 – Inowrocław, Galeria „W ratuszu”
- 1994 – Markowice / k. Inowrocławia, Seminarium Duchowne
- 1996 – Gutersloh RFN Veerhoffhaus Kunstverein
- 1997 – Oświęcim, Galeria „Pro Arte“[4]
- 2001 – Grudziądz, Muzeum[5]
- 2001 – Warszawa, „Galeria Brama”
- 2002 – Bydgoszcz, BWA[6]
- 2005 – Zamek Bierzgłowski / k. Torunia – Djecezjalne Centrum Kultury
- 2005 – Wrocław, Galeria „Manufaktura”
- 2007 – Bydgoszcz, Biblioteka Główna UKW w Bydgoszczy[7]
- 2007 – Bydgoszcz, Galeria Kaji i Solińskiego[8]
- 2008 – Landau RFN, Frank – Loebsches Haus
- 2009 – Szczecin, Hotel Focus i Open Galery
- 2013 – Rozewie, „Stodoła” – sala wystawowa Towarzystwa Przyjaciół Centralnego Muzeum Morskiego przy latarni w Rozewiu[9]